# ناحیه الثورة
ناحیهٔ الثورة (به عربی: مدیریة الثورة) یک ناحیه در یمن است که در صنعا واقع شده‌است. ناحیهٔ الثورة ۱۷۰٬۱۴۵ نفر جمعیت دارد.